# Kulturno-povijesna cjelina naselja Križ
Kulturno-povijesna cjelina naselja Križ, kompleks u mjestu i općini Križ, zaštićeno kulturno dobro.

## Opis
Kompleks zgrada građen od 14. st. do 19. st. s parkom koji je nastao krajem 19. stoljeća, a njegov izgled i oblikovanje pripisuju se nadvrtlaru Viteslavu Durchaneku, koji je bio i jedan od oblikovatelja Lenucijeve potkove i Botaničkog vrta u Zagrebu, središte Križa je u cijelosti stavljeno pod zaštitu Ministarstva kulture kao urbana jezgra.	

## Zaštita
Pod oznakom Z-3648 zaveden je kao nepokretno kulturno dobro – pojedinačno, pravna statusa zaštićena kulturnog dobra, klasificirano kao "sakralna graditeljska baština".